# Німфа (біологія)
Німфа (від грецького νύμφε — «наречена, дівчина») — личинка членистоногих, яка за будовою досить схожа на дорослу стадію (імаго).

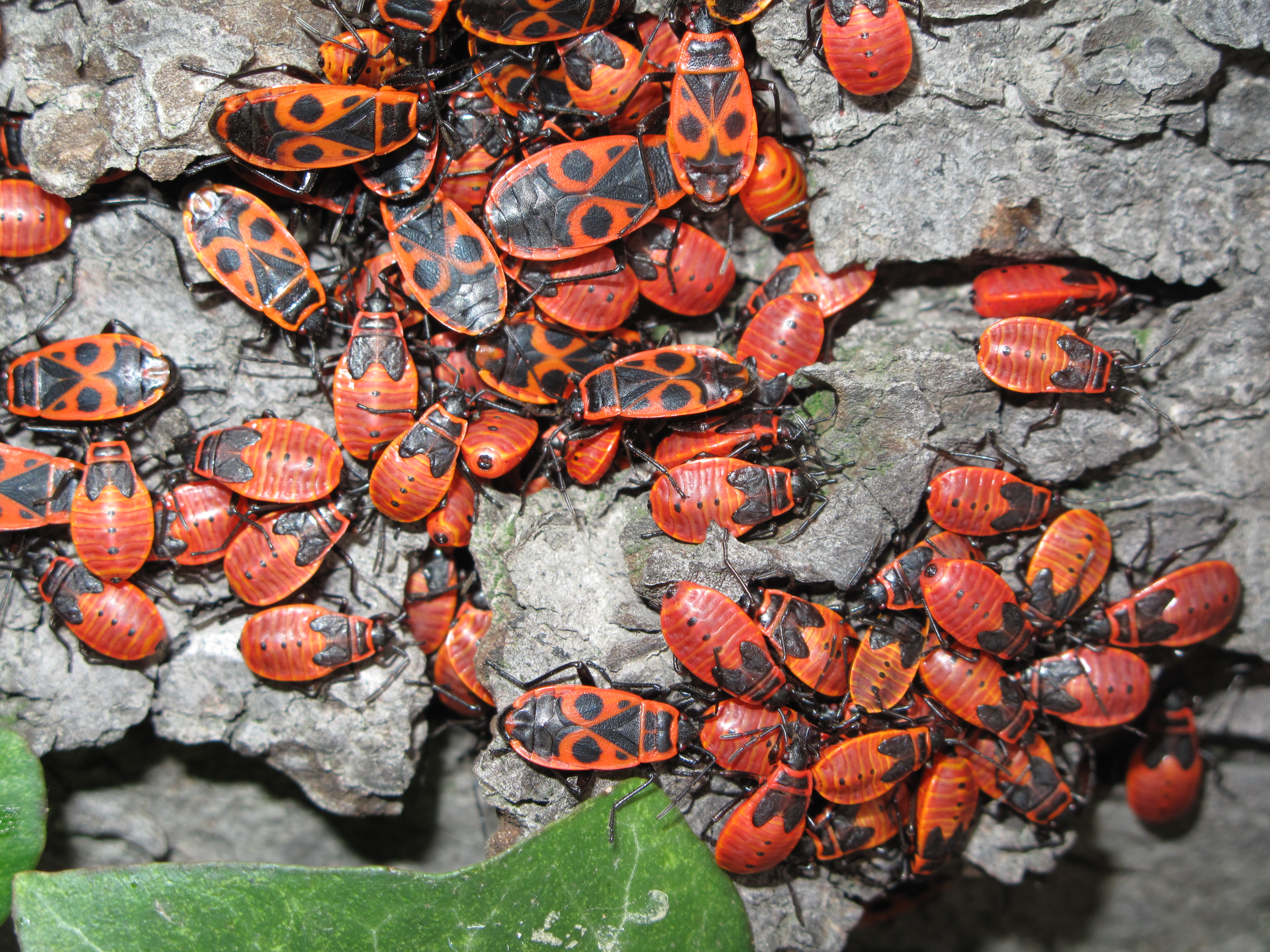
Німфи та імаго звичайного червоноклопа (Pyrrhocoris apterus). Імаго легко відрізнити: вони більші і мають крила з досить великими чорними кружальцями

Німфа є стадією життєвого циклу у хеліцерових (павуків, кліщів та інших) і всіх комах з неповним перетворенням (тарганів, богомолів, прямокрилих, попелиць, тощо). В процесі онтогенезу німфа живиться, росте і коли покриви тіла гальмують її подальший ріст, линяє. Внаслідок останнього линяння личинка перетворюється на імаго.

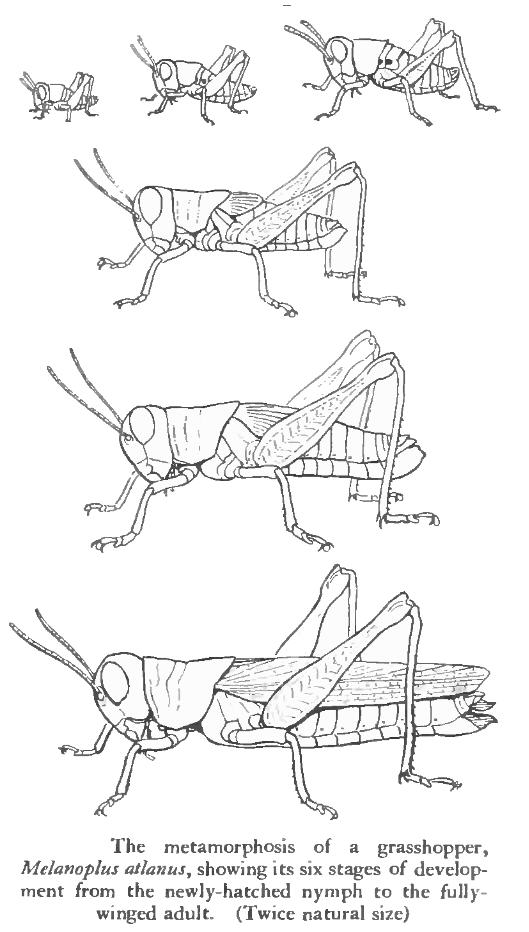
Розвиток саранового Melanoplus atlanus від найменшої німфи до імаго (воно на нижньому малюнку). Добре видно, що після кожного линяння німфа стає більшою, а зачатки її крил — довшими

Німфа відрізняється від імаго меншими розмірами тіла і недорозвиненістю статевої системи, інших істотних відмінностей у внутрішній будові, власне, немає. Зовні німфи крилатих комах мають замість повноцінних крил лише їх зачатки. Із кожними линянням німфа набуває дедалі більшої схожості з імаго, і після останнього линяння вона перетворюється на дорослу особину. Кількість линянь може бути різною: у італійської сарани — 5–6 (самиці) і 4–5 (самці), у бабок — до 15, у одноденки Cloen — 22. У одного й того самого виду ця кількість може бути різною залежно від температури повітря. Наприклад у одноденки Baetis кількість линянь коливається в широких межах — від 5 до 27. Коли імаго не мають крил, зовні вони відрізняються від німф хіба що більшими розмірами (павуки, кліщі, ліжковий клоп, робочі терміти).

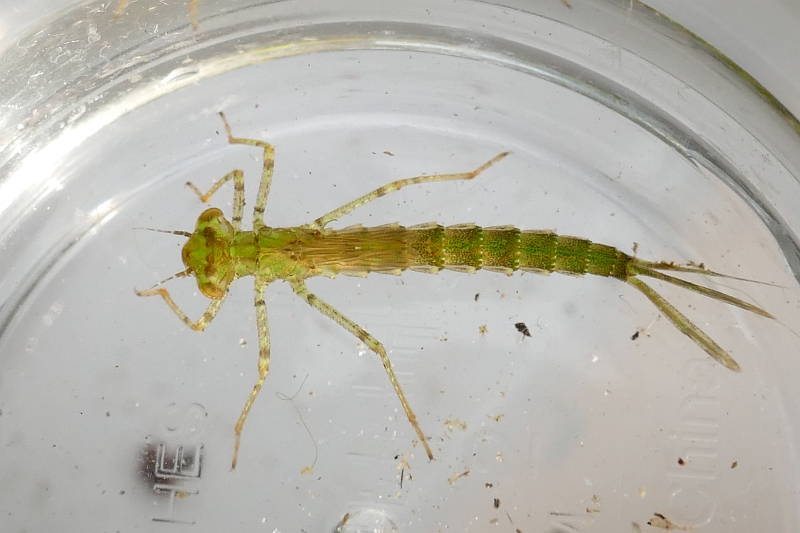
Німфа бабки Erythromma najas має трахейні зябра у вигляді трьох пелюсток на задньому кінці тіла

Німфи і імаго певного виду звичайно мають однаковий спосіб життя, і це пояснює їх схожість у будові. Така стратегія збільшує конкуренцію між імаго та личинками, але дозволяє спростити і скоротити розвиток личинки та її перетворення на дорослу істоту адже немає потреби у особливій стадії лялечки.
Інколи німфи в ході розвитку зазнають різких зовнішніх змін. У деяких саранових німфи і імаго можуть існувати в одиночній та стадній фазах. Перша — трав'янисто-зеленого кольору, тоді як друга має яскравий жовто- або помаранчево-чорний візерунок, схильна утворювати величезні скупчення і разом мігрувати на чималі відстані. Німфи одиночної стадії можуть перетворюватися на стадних, і навпаки залежно від щільності особин.
Найбільші відміни від імаго мають німфи бабок, веснянок та одноденок. Зокрема, німфи бабок дихають трахейними зябрами, що відсутні у імаго, мають особливий орган захоплення здобичі тощо. Це пов'язано із тим, що дорослі комахи цих груп живуть на суходолі, а німфи — у воді. Через це останніх інколи називають наядами (оскільки живуть у воді, так само як і водні німфи — наяди з грецької міфології).
У французькій німфою (la nymphe) у біологічному сенсі традиційно називають будь-яку стадію розвитку всіх комах після виходу з оболонки яйця. Тобто, наприклад, гусениця та лялечка метеликів теж вважаються німфами. Щоправда, при перекладі з інших мов, аби уникнути перекручень, за словом «німфа» зберігають значення, яке він має в оригінальному тексті. Італійці вживають це слово (la ninfa) у такому ж широкому сенсі, як і французи, але часом позначають ним лише останню стадію розвитку личинки комах з неповним перетворенням, після линяння якої утворюється імаго.